# Brambach (Overath)

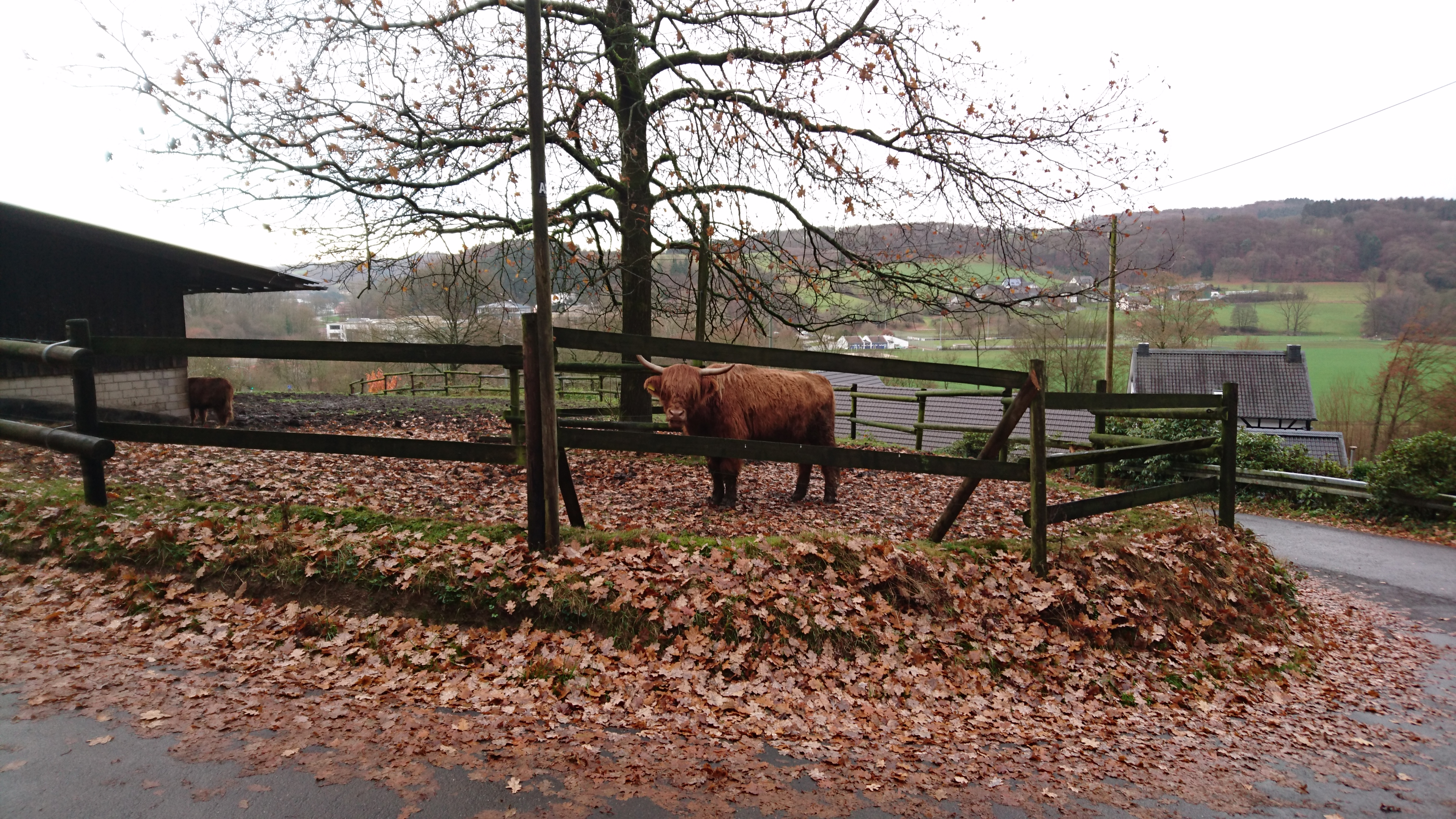
Blick von Brambach ins Tal

Brambach ist ein Ortsteil von Overath im Rheinisch-Bergischen Kreis in Nordrhein-Westfalen, Deutschland.

## Lage und Beschreibung
Der landwirtschaftlich geprägte Ortsteil Brambach befindet sich im Aggertal an der Bundesstraße 484 (hier Siegburger Straße genannt) und der Bahnstrecke Köln-Kalk–Overath. In der Nähe liegen die Ortschaften Halfensbüchel, Spich, Cyriax, Gut Eichthal, Kombach und Broich.

## Geschichte
Brambach wurde erstmals im Jahr 1470 als Brandenbach urkundlich erwähnt. Das Bestimmungswort leitet sich von dem Personennamen Brando ab.
Die Topographia Ducatus Montani des Erich Philipp Ploennies, Blatt Amt Steinbach, belegt, dass der Wohnplatz bereits 1715 eine Hofstelle besaß, die als Freihof ausgezeichnet und als Brameg beschriftet ist. Carl Friedrich von Wiebeking benennt die Hofschaft auf seiner Charte des Herzogthums Berg 1789 als Brambach. Aus ihr geht hervor, dass der Ort zu dieser Zeit Teil der Honschaft Heiliger im Kirchspiel Overath war.
Der Ort ist auf der Topographischen Aufnahme der Rheinlande von 1817 ebenfalls als Brambach verzeichnet. Die Preußische Uraufnahme von 1845 zeigt den Wohnplatz unter dem Namen Braumbach. Ab der Preußischen Neuaufnahme von 1892 ist der Ort auf Messtischblättern regelmäßig als Brambach verzeichnet.
1822 lebten sechs Menschen im als Hof kategorisierten und Brambach bezeichneten Ort, der nach dem Zusammenbruch der napoleonischen Administration und deren Ablösung zur Bürgermeisterei Overath im Kreis Mülheim am Rhein gehörte. Für das Jahr 1830 werden für den als Brambach bezeichneten Ort acht Einwohner angegeben. Der 1845 laut der Uebersicht des Regierungs-Bezirks Cöln als Pachtgut kategorisierte Ort besaß zu dieser Zeit ein Wohngebäude mit elf Einwohnern, alle katholischen Bekenntnisses. Die Gemeinde- und Gutbezirksstatistik der Rheinprovinz führt Brambach 1871 mit einem Wohnhaus und acht Einwohnern auf. Im Gemeindelexikon für die Provinz Rheinland von 1888 werden für Brambach ein Wohnhaus mit sechs Einwohnern angegeben. 1895 besitzt der Ort ein Wohnhaus mit sechs Einwohnern, 1905 werden ein Wohnhaus und elf Einwohner angegeben.

## Persönlichkeiten
- Heinrich Linder (1899–1979), Landrat und Kreisdirektor des Rheinisch-Bergischen Kreises